# Charles Blount (filosof)
Charles Blount, född 27 april 1654, död 1693, var en engelsk författare och deist. Han var son till Henry Blount.
Blount verkade genom sina skrifter för religiös och politisk frihet i anslutning till Edward Herberts och Thomas Hobbes åsikter. I skriften Anima mundi or an Historical Narration of the Opinions of the Ancients Concerning Man's Soul after this Life (1679) hävdade han den så kallade naturliga religionen. Hans arbete, The two First Books of Philostratus (1680) blev indraget, då han där kritiserade undren i Nya testamentet. Hans Miscellaneous Works, som även innehöll hans brevväxling, blev utgivna 1695.